# Lamyatt Beacon
Lamyatt Beacon is een dubbele heuvel aan de zuidkant van Mendip Hills in Somerset, Engeland.
Op de zuidelijke heuvel werd een fanum en een begraafplaats van de Saksen aangetroffen. De tempel werd in twee fasen gebouwd, de eerste fase was in ongeveer 300 na Christus. Deze bestond uit een cella van ongeveer twee verdiepingen hoog. De cella was omgeven door een ambulant. In het zuiden was een trap die leidt naar een ondergrondse kamer. Aan de voorzijde staan twee heiligdommen uit de tweede fase. 
De god die hier werd aanbeden was Mars of Cernunnos. Bij opgravingen in 1970 werden bronzen votiefbeelden van andere goden aangetroffen. Ook werden er sieraden en miniatuur wapens gevonden. 
De tempel werd verlaten rond 400 na Christus.
Omstreeks 600 werd naast de tempel een begraafplaats aangelegd. Hier werden 16 begravingen aangetroffen.